# Ti plasmid
Et tumorinducerende (Ti) plasmid er et plasmid, der findes i patogene arter af Agrobacterium, herunder A. tumefaciens, A. rhizogenes, A. rubi og A. vitis.
Evolutionært er Ti-plasmidet en del af en familie af plasmider båret af mange arter af Alfa-proteobakterier. Medlemmer af denne plasmidfamilie er defineret ved at besidde en konserveret DNA-region kendt som repABC-genkassetten, som medierer replikation af plasmidet, opdelingen af plasmidet i datterceller under celledeling samt opretholdelse af plasmidet ved lave kopiantal i en celle. Selve Ti-plasmiderne er sorteret i forskellige kategorier baseret på typen af molekyle, eller opiner, de tillader bakterierne at nedbrydes som en energikilde.
Tilstedeværelsen af dette Ti-plasmid er afgørende for, at bakterierne kan forårsage svulster (krongallesygdom) i planter. Dette faciliteres via visse betydningsfulde områder i Ti-plasmidet, herunder vir-regionen, som koder for virulensgener og transfer DNA (T-DNA) regionen, som er en del af Ti-plasmidet, der overføres via konjugation ind i værtsplantens celler når bakterien kommer i kontakt med et sår på værten. Disse regioner har funktioner, der tillader levering af T-DNA til værtsplanteceller og kan modificere værtsplanten til at forårsage syntese af molekyler som plantehormoner (f.eks. auxiner, cytokininer ), opiner og dannelsen af krongalletumorer.
Fordi T-DNA-regionen af Ti-plasmidet kan overføres fra bakterier til planteceller, udgør det en spændende vej til overførsel af DNA mellem levende organismer og har givet interesse for store mængder forskning i Ti-plasmidet og dets mulige anvendelser inden for bioteknik.

## Nomenklatur og klassifikation
Ti-plasmidet er et medlem af RepABC-plasmidfamilien fundet i Alphaproteobacteria. Disse plasmider er ofte relativt store i størrelse, der spænder fra 100 kbp til 2 Mbp. De kaldes også ofte replikoner, da deres replikation begynder på et enkelt sted. Medlemmer af denne familie har en karakteristisk repABC genkassette. Et andet bemærkelsesværdigt medlem af denne familie er det rodinducerende (Ri) plasmid båret af A. rhizogenes, som forårsager en anden plantesygdom kendt som skægrodssygdom.
Et nøgletræk ved Ti-plasmider er deres evne til at drive produktionen af opiner, som er derivater af forskellige aminosyrer eller sukkerphosphater, i værtsplanteceller. Disse opiner kan derefter bruges som næringsstof for de inficerende bakterier, som kataboliserer de respektive opiner ved hjælp af gener kodet i Ti-plasmidet.
Ti-plasmider klassificeres ud fra den type opin, de kataboliserer, nemlig: nopaline|nopaline-, octopin|octopin- eller mannityl-typer, som er aminosyrederivater eller agrocinopin-type , som er sukkerfosfatderivater.

## Transfer DNA (T-DNA)
T-DNA'et fra Agrobacterium er ca. 15-20 kbp langt og vil blive integreret i værtsplantens genom ved dets overførsel via en proces kendt som rekombination. Denne proces udnytter allerede eksisterende huller i værtsplantecellens genom for at tillade T-DNA'et at parre sig med korte sekvenser i genomet, hvilket primer processen med DNA-ligering, hvor T-DNA'et er permanent integreret i plantegenomet. T-DNA-regionen er flankeret i begge ender af 24bp-sekvenser.
I værtsplantecellens genom udtrykkes generne i det af Agrobacterium indsatte T-DNA, og leder til produktion af to primære grupper af proteiner. En gruppe er ansvarlig for produktionen af plantevæksthormoner. Efterhånden som disse hormoner produceres, vil der være en stigning i celledelingshastigheden og derfor dannelsen af krongalletumorer. Den anden gruppe af proteiner er ansvarlige for at drive syntesen af opiner i værtsplanteceller. De specifikke opiner, der produceres, afhænger af typen af Ti-plasmid, men ikke af planteværten. Disse opiner kan ikke udnyttes af planteværten, og vil i stedet blive eksporteret ud af plantecellen, hvor de kan optages af Agrobacterium-cellerne som fødekilde. Bakterierne besidder gener i andre områder af Ti-plasmidet, der tillader katabolisme af opiner.